# Charissa certhiatus
Charissa certhiatus is een vlinder uit de familie spanners (Geometridae). De wetenschappelijke naam is voor het eerst geldig gepubliceerd in 1931 door Rebel & Zerny.
De soort komt voor in Europa.